# جاسينتو ماركيز
جاسينتو ماركيز هو لاعب كرة قدم برتغالي في مركز الدفاع، ولد في 1 نوفمبر 1921 في البرتغال. لعب مع نادي بنفيكا.

## وصلات خارجية
- جاسينتو ماركيز على موقع قاعدة بيانات كرة القدم.إي يو (الإنجليزية)